# Hofsós
Hofsós [ˈhɔfsous] ist ein Dorf in der isländischen Gemeinde Skagafjörður in der Region Norðurland vestra mit 160 Einwohnern (Stand: 1. Januar 2023). Etwa 4 km südlich befindet sich der Hof Gröf.

## Geografie
Hofsós befindet sich an der Ostseite der Skagafjörður. Der Fluss Hófsá mündet hier ins Meer.
Etwa 7 km nördlich liegt der See Höfðavatn.

## Geschichte
Im 15. Jahrhundert war der Ort Hofsós ein wichtiger Umschlagsplatz für die Kaufleute der Umgebung des Fjords. Nachdem in Sauðárkrókur auf der anderen Seite des Fjords 1858 der Handel offiziell gestattet wurde, verlor Hofsós jedoch an Bedeutung.

## Kultur und Sehenswürdigkeiten
Im Dorf steht mit dem Pakkhúsið eines der ältesten Häuser im Land. Darin befindet sich ein Museum, das sich mit der Geschichte der sogenannten „Westfahrer“, der isländischen Emigranten in die Vereinigten Staaten und Kanada im ausgehenden 19. Jahrhundert, befasst. Es steht in Kooperation mit dem Museumshof Glaumbær. Die Steinkirche von Hofsós Hofsóskirkja wurde 1960 eingeweiht. Vorher fanden alle Gottesdienste in der 2 km entfernten Kirche des Gehöftes Hof statt. Die dortige Holzkirche Hofskirkja wurde 1868–1870 erbaut, und in ihrem Innern sind  ein Retabel von 1655 sowie die Kanzel von 1650 besonders sehenswert.
Weiterhin gibt es ein Museum für Handel und Fischerei, das sich in einem alten Lagerhaus an der Mündung der Hófsá befindet.
Etwa 4 km südlich des Ortes befindet sich die Torfkirche Gröf Grafarkirkja, die in den 1670er Jahren erbaut wurde und ab 1950, nachdem sie verfallen war, renoviert wurde. Auf Befehl des Königs von Dänemark war die Kirche ab 1765 nicht mehr für Gottesdienste genutzt worden, sondern wurde als Lagerraum zweckentfremdet. 1953 wurde die Kirche neu eingeweiht. Es ist dies einzige Kirche Islands, die mitten auf einem ringförmigen Friedhof steht, und er wurde 1950 unter Verwendung der ursprünglichen noch erhaltenen Friedhofsmauer aus dem 17. Jahrhundert neu angelegt.

## Verkehr

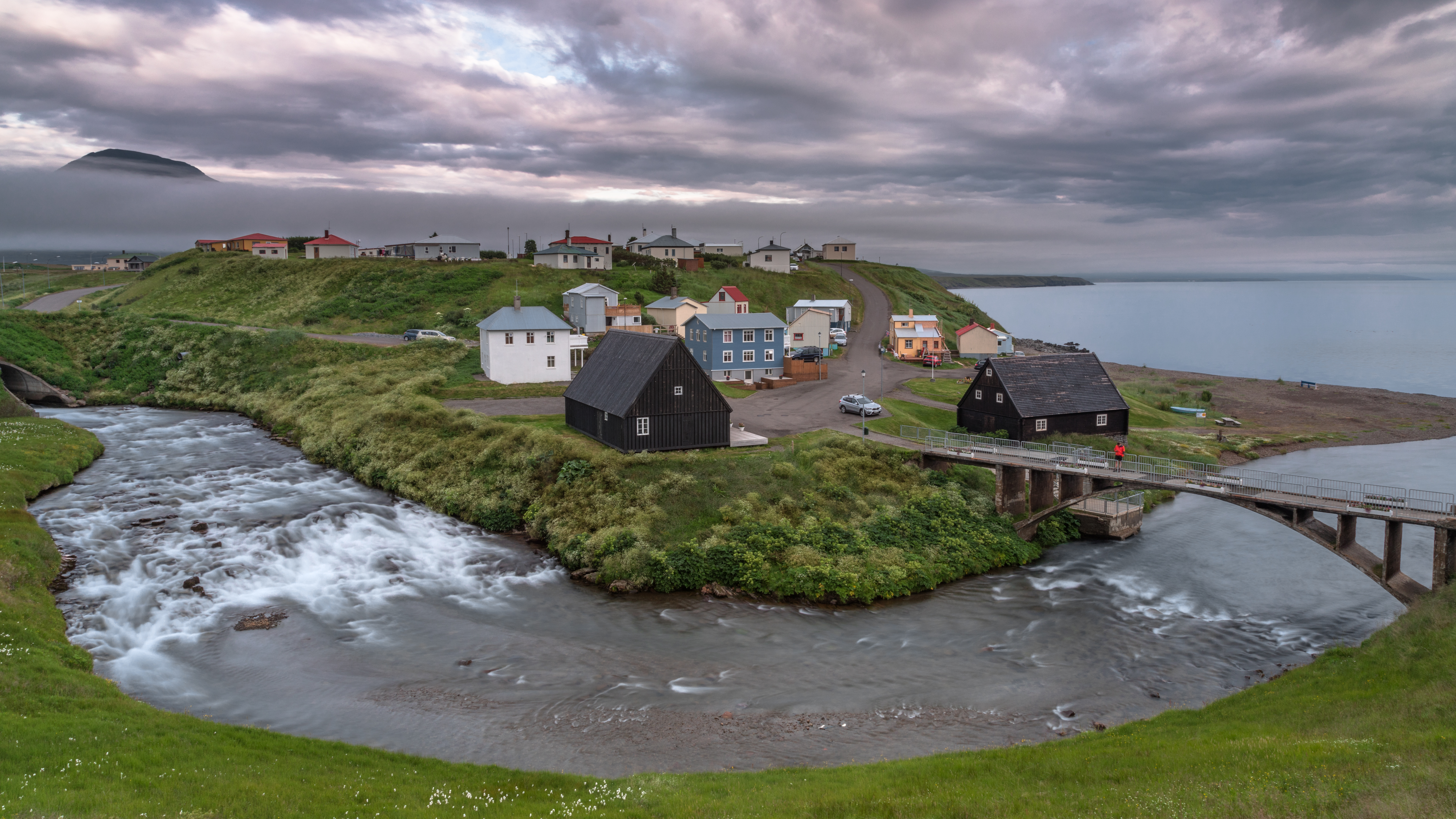
Ortsmitte Hofsós

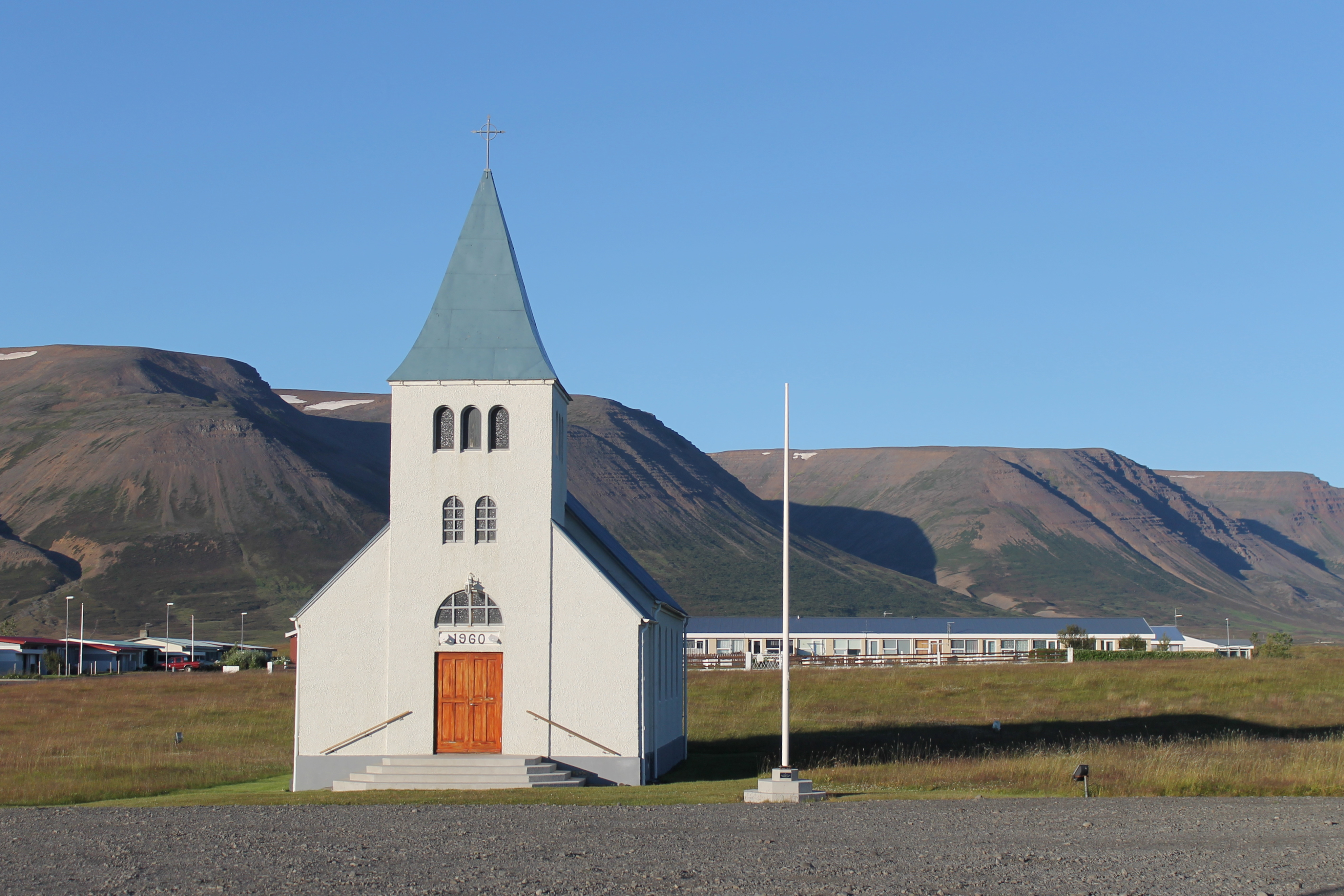
Kirche in Hofsós

Hofsós liegt am Siglufjarðarvegur , der bei Varmahlíð vom Hringvegur , der wichtigsten Fernstraße Islands, abzweigt und nach Siglufjörður führt. Die Entfernung nach Reykjavík beträgt 343 km, und nach Akureyri sind es 133 km.

## Infrastruktur
In Hofsós gibt es eine Schule, ein Gesundheitszentrum, ein Hotel, ein Restaurant und einen Campingplatz.

## Persönlichkeiten
- Hallgrímur Pétursson (1614–1674), isländischer Psalmendichter, wurde im Hof Gröf geboren.